# Раш и Куле
Раш и Куле  је српско село у сјеверној Албанији у округу Скадра. Настало је спајањем некада 2 села Раш и Куле.
Године 1933. ова братства су насељавала Раш: Рогановић (5 кућа), Бјелановић-Марковић (2 куће), Крстовић (2 куће), Ускоковић (2 куће), Рацковић (1 кућа), Кркотић (1 кућа), Малисори (Албанци, 2 куће). Куле су насељавали ова братства: Решетар (6 кућа), Башановић (3 куће), Милогорић (1 кућа), Малисори (1 кућа).
Иван Јастребов је писао о овом селу и овдашњем некадашњем манастиру Св. Јована крститеља, по селу прозван и манастир Св. Јована Рашког, који је био предмет спора православаца и католика. Рушевине манастира се налазе на путу од Скадра ка Дривасту, са лијеве стране, на сат од пута, у подножју планине Марај, код села Раш и у близини села Врака. Непознато је када је манастир и подигнут и порушен. Свакако је подигнута много прије Стефана Немање. Ширина цркве је 16 лаката, дужина 2 лаката и 9 лаката у висину. Поред цркве је старо гробље. И црква и гробље су опасани 1869. г. зидом о трошку управе, ради отклањања поновних расправа католика и православних око те цркве. Хекар је описао једну епизоду тих раздора 1855. г. и дао је право католицима на ту цркву јер су му православци села Враке скорашњи досељеници из Црне Горе, док су му католици од давнина управљали том црквом. Јастребов сматра да је Хекер тенденциозан и да готово искривљује истину у корист католичке идеје.
По Јастребову у селу Рашу никада није било нити је тада било католика. Становници су од памтивијека православци, као и у селима Врака, Борич и Коплик. Маријан Болица у свом опису Доње Зете (скутарског санџака) помиње спомиње она мјеста заједно са селима у којима су живјели православци (de rito serbiano). По њему је тада у селу Рашу било 40 кућа. Ни тада ни у доба Јастребова ту није било ни једне католичке куће. Житељи Коплика, који су се потурчили, били су у том спору са католицима око рашке цркве, на страни православаца. Њихови дједови и предједови у близини села Раша, увијек су ту цркву сматрали православном. На њу су гледали и као на своју сопствену. И скадарски старци Турци су без околишања свједочили да је та црква увијек била добро хришана православне вјере и да су католици однедавно почели исказивати претензије на њу, и то спрам утицаја језуита који су хтјели да ту оснују свој манастир.
Као доказ својих права, католици су наводили да је поред те цркве сахрањено неколико католика. То су били католици који су били убијени близу цркве, али који су били житељи удаљених мјеста. Није било лако носити мртве њиховим куама, а рушевине хришанске цркве са хришанским гробљем су биле у близини. Тих пар гробова су се налазили изван српског гробља и без икаквих натписа и ваљаних плоча, док се на српским гробовима још виде остаци плоча и назписа које је уништила рука злобника.
Да је рашки манастир био православни доказује и була папе Иноћентија VI, у којој он 26. октобра 1356. - дајуи на знање балешком (Bolaenzi) епископу о томе да је манастир Св. Јована, који се налази у Дривастској епархији у рашскои имперiи, опустио и готово сасвим пропао захваљујуи шизматицима те империје након што је посљедњи игуман Андреј умро у Риму као католик - налаже овоме епископу да он почне њиме управљати и да настани тамо неколико монаха. Не зна се шта је балешки епископ о том питању урадио, али манастир је наставио да буде у рукама православних монаха и 1376. г., иако Папа Григорије XI (код Јастребова погрешно стоји VI) у својој були из те године пише дубровачком архиепископу да се постара да за манастир Св. Јована нађе способног и достојног старјешину. Изгледа му ту није пошло за руком. И 1442. г. тај манастир је под управом православаца што се види из капитулације када су се житељи Дрибаста добровољно покорили властима Венеције. У њој се изражава захтјев да њихов манастир Св. Јован de stole, а на другом мјесту de Stoya (по имену поља на којем се манастир налази) задржи своје границе да би резиденција православног владике био град Птиста (Ptista). То мјесто је на путу из Коплика преко Каменице са десне стране у Кастратима. У доба Јастребова су тамо само рушевине. Постоји предање да су из тог мјеста потекли сви попови из Зете. Манстир је након смрти посљедњег српског цара препуштен судбини на вољу. Православни монаси су се одали политици и занемарују манастир. Синовац Скендербега, Хамза, опустошио је све око Дриваста и Штојско поље. Није поштедио ни манастир који је тада падао у запуштеност захваљујуи интригама латинске пропаганде. 